# 佐貫村 (群馬県)
佐貫村（さぬきむら）は群馬県の南東部、邑楽郡に属していた村。

## 地理
- 河川：利根川、谷田川

## 歴史
- 1889年（明治22年）4月1日 - 町村制施行により須賀村、川俣村、大佐貫村、矢島村、大輪村及び大輪沼新田と入ヶ谷村の一部が合併[1]し佐貫村が成立
- 1955年（昭和30年）3月1日 - 千江田村、梅島村と合併し明和村となる。
- 1998年（平成10年）10月1日 - 明和村が町制施行し明和町となる。